# Joseph Féga
Joseph Féga est un boulanger et un homme politique français né le 21 mars 1887 et décédé le 9 novembre 1966 à Mulhouse, dans le Haut-Rhin.

## Biographie
Fils d'un boulanger pro-français, Joseph Féga manifeste lui aussi ces sentiments patriotiques en faveur de la France, ce qui, précise le Dictionnaire des anciens parlementaires, lui vaut une dure répression de la part des autorités allemandes d'Alsace pendant la Première Guerre mondiale. Il devient après le conflit un notable local, influent notamment dans le secteur professionnel des boulangers. Il entre également en politique en rejoignant le Parti démocrate, et en devenant successivement conseiller municipal de Mulhouse en 1925, et conseiller général de Mulhouse-Sud en 1927.
En 1939, le député démocrate de Mulhouse, Alfred Wallach, démissionne. Joseph Féga se présente à sa succession, soutenu par le centre-droit et la droite, (Alliance démocratique, Parti social français). Élu, il rejoint le au nouveau groupe unifié de l'AD, l'Alliance des républicains de gauche et des radicaux indépendants.
Le 10 juillet 1940, il approuve le vote des pleins pouvoirs au maréchal Pétain et se retire de la vie politique.

## Décoration
- Commandeur de l'ordre du Mérite artisanal, en qualité d' « ex-boulanger, président de la section de Mulhouse de la chambre des métiers d'Alsace » (1956)[1]

## Sources
1. ↑  « Bulletin officiel des décorations, médailles et récompenses n°05 du 01 février 1956 - Légifrance », sur www.legifrance.gouv.fr (consulté le 31 octobre 2024)

- Jean Jolly (dir.), Dictionnaire des parlementaires français, notices biographiques sur les ministres, sénateurs et députés français de 1889 à 1940, Paris, PUF, 1960.